# Artiushchenko
Artiushchenko (del ruso: Артющенко) es un posiólok del raión de Temriuk del krai de Krasnodar del sur de Rusia. Está situado en la península de Tamán, en el delta del Kubán, 48 km al suroeste de Temriuk y 170 km al oeste de Krasnodar, la capital del krai.  Tenía 90 habitantes en 2010.
Pertenece al municipio Novotamanskoye.